# Lavia frons
Pour l’article homonyme, voir Lavia (commune).
Genre
Espèce
Statut de conservation UICN

 LC  : Préoccupation mineure
Lavia frons est une espèce de chauves-souris de la famille des Megadermatidae. C'est l'unique espèce du genre Lavia. On l'appelle communément chauve-souris aux ailes d’or / dorées / orangées / jaunes ou Mégaderme aux ailes orangées.

## Description
C’est une chauve-souris de taille moyenne, la femelle étant légèrement plus grande que le mâle. Le poids tourne autour de 30 g. La longueur de la tête à la queue varie environ de 6 à 8 cm pour des avant-bras de 5,5 à 6,5 cm,. Les oreilles, dressées vers le haut, sont longues. La membrane du patagium englobe aussi les pattes. Le corps est gris bleuâtre, avec certains individus dont le bas du dos est quelque peu brunâtre ou vert. Les ailes sont larges et l'envergure est d'environ 30 cm. La couleur de ses ailes est un mélange de rouge orangé et de jaune. Les oreilles ont la même couleur. Les yeux sont assez grands. Le nez singulier est en forme de datte pointue.
Cette chauve-souris chasserait (bien qu'occasionnellement) d'autres chauves-souris pour les manger.

## Distribution
L. frons se retrouve plus ou moins dans toute l'Afrique centrale et de l’Ouest, de la Gambie à l'Éthiopie et au Sud jusqu'en Zambie en passant par le Kenya. Elle vit dans les savanes basses et les forêts claires et préfère généralement les zones où les arbres et les buissons se trouvent près des rivières, des marécages ou des lacs. C'est davantage une espèce de plaine que d'altitude.

## Liste des sous-espèces
Selon Mammal Species of the World (version 3, 2005)  (23 septembre 2017) et ITIS (23 septembre 2017) :
- sous-espèce Lavia frons affinis K. Andersen & Wroughton, 1907
- sous-espèce Lavia frons frons (E. Geoffroy, 1810)
- sous-espèce Lavia frons rex Miller, 1905